# Artdatabanken

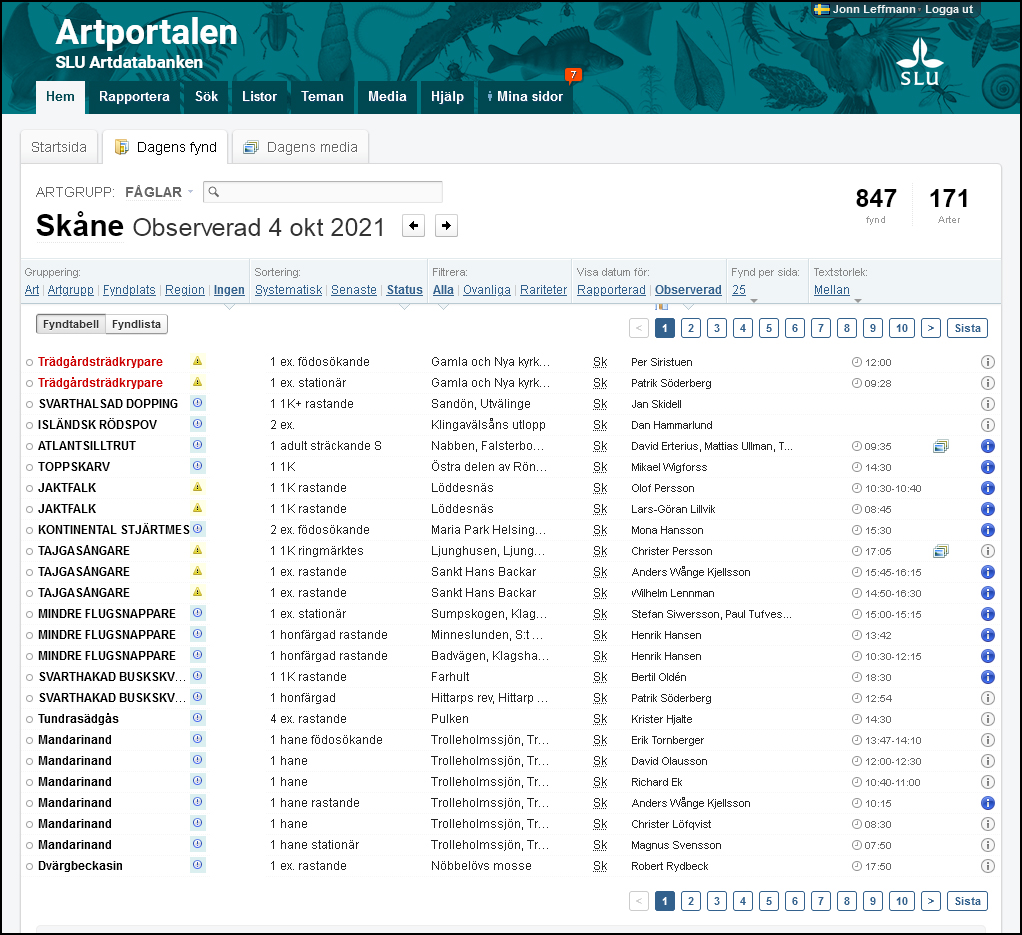
Rapportsida på SLUs rapportsystem Artportalen, på bilden inrapporterade fåglar i Skåne 4 okt 2021.

SLU Artdatabanken är en avdelning vid Sveriges lantbruksuniversitet (SLU) i Uppsala med uppgift att samla in och bearbeta data om den biologiska mångfalden. Artdatabanken bedömer arternas överlevnadsförutsättningar och upprättar därefter en Rödlista som utkommer vart femte år och som lämnas vidare till Naturvårdsverket. Man informerar också allmänhet, företag, press och skolor om arter och deras betydelse i svensk natur. Sedan 2002 utger SLU Artdatabanken tidskriften Fauna och Flora. SLU Artdatabanken driver dessutom databasen Dyntaxa – Svensk taxonomisk databas, och tillsammans med Naturvårdsverket rapportsystemet Artportalen för att bevaka och rapportera in observationer av arter som förekommer i landet.

## Nationalnyckeln
Inom ramen för Svenska artprojektet producerar SLU Artdatabanken det populärvetenskapliga bokverket Nationalnyckeln till Sveriges flora och fauna på uppdrag av Sveriges riksdag.